# 어둠 (밴드)
a doom(어둠)은 대한민국의 최초의 본격적인 고딕 메탈 그룹의 하나이다. 칼파 (Kalpa) , 블랙 신드롬 (Black Syndrome), 노이즈가든(Noizegarden) , 위퍼 (Weeper) , 레이니 썬 (Rainy sun) , 문샤인 (Moonshine), 언니네이발관 등의 객원 뮤지션으로 음악적 재능을 인정 받은 Pain이 주축이 되어서 결성이 된 밴드이며 2007년 데뷔 앨범 《a doom》을 발표하였다.

## 역사
a doom (어둠)의 리더인 Pain(폐인)은 한국의 블랙 메틀의 선구적인 밴드인 칼파 (Kalpa)의 키보디스트로 (동시에 블랙 신드롬의 세션 키보디스트 활동도 병행) 인디씬에 처음 등장하여 (1997년 Rock n' Roll Korea 공연 데뷔) 활동해 왔었고 리더인 블랙 캔들과 함께 작업하여 인디 컴필레이션 Deflower 앨범에 처음으로 음악을 수록한다. 그밖의 여러 홍대 인디 밴드와 뮤지션과 함께 세션 작업을 해 왔지만 본인만의 음악적 결과물은 발표하지 않았던 차였다. 그러다가 2005년 발표된 문샤인의 2집 앨범 《Songs of Requiem》에서 거의 모든 곡의 작사, 작곡을 하고 베이스와 키보드를 전부 연주했고, 프로듀싱까지 하면서 그의 음악적 가능성이 본격적으로 발휘가 되었지만 그것은 그가 지휘봉을 잡고 문샤인이란 이름으로 발표된 문샤인의 음악이였을 뿐 그가 추구하는 그만의 완전한 음악과는 조금 거리가 있었다.
인더스트리얼메틀 그룹인 싸이코트론(Psychotron)을 결성하고 여기서는 키보디스트로 활동하다 해체 시킨뒤 그는 자신의 모든 취향과 역량을 담은 솔로 앨범을 기획한다. 폐인은 문샤인 2집 제작을 병행하며 솔로 앨범을 작업하다가, 밴드가 다시 만들어지게 되어 앨범 제작중에 밴드의 데뷔 앨범 작업으로 바뀌며 멤버들을 가입시킨다. 이 과정에서 폐인은 최초로 기타와 보컬 파트에까지 도전하며 밴드 포지션 변경을 단행한다. 한국의 음악 환경에서는 다소 낯선 고딕 메틀이란 장르를 거의 최초로 시도하였고 앨범 제작 과정 막바지에 멤버 교체 같은 난관 속에 2007년 11월 24일(가을의 마지막 보름달이 뜬 밤) 드디어 그룹의 데뷔 앨범 《a doom》을 발표하여 a doom 이란 이름이 세상의 빛을 보게 되었다.
밴드의 이름이자 데뷔 앨범 타이틀인 'a doom'이란 이름은 한국어의 '어둠'과 중의적인 의미를 가지고 있으며 둘 다 암울하고 어둡다는 공통적인 뜻을 가진다. 이는 자신의 이름인 Pain(=폐인)이 지닌 뉘앙스와도 일맥상통한다. 그는 블랙 새버스와 핑크 플로이드의 열렬한 추종자이고 그 두 밴드를 음악적, 정신적 지주로 여기는 것으로 알려져 있으며' 라이브 공연시 그 밴드들의 곡들도 자주 연주한다고 한다.
참고로 밴드의 공식적인 로고와 앨범 자료 및 인쇄물에서는 밴드의 영문 이름을 모두 소문자로 표기하고 있다.

## 음악적 특성
a doom의 데뷔 앨범에 나타난 음악적인 특징은, 하나의 음악적 장르로 구분하기 쉽지 않지만 크게 보면 고스 락/고딕 메틀 음악이라고 할 수 있다. 앨범의 아트웍부터 음악적 요소 하나하나까지 음울하고 염세적이며 어두운 분위기의 일관된 컨셉트를 유지하면서 때로는 거칠게 때로는 매혹적인 멜로디로 통일된 구성으로 표현하고 있다.
이 앨범 전반에 걸쳐 다양한 스펙트럼의 어두운 사운드의 메틀을 시도하고 있는데 해외 유명 고딕 메틀그룹들인 HIM, 타입 오 네거티브(Type O Negative), The 69 Eyes, 람슈타인(Rammstein), 라크리모사 (Lacrimosa)등의 분위기를 연상하는 다양한 음악들이 많다. 밴드의 리더인 Pain이 존경하는 여러 유명 뮤지션의 음악적 영향들도 a doom의 음악에 나타나기도 하는데 예를 들어 핑크 플로이드 (Pink floyd)의 음악에 자주 나오는 에코 이펙트나 바람 효과음, 달과 일식의 이미지 등이 a doom의 데뷔 앨범에서도 자주 등장한다.
일부 곡에서는 중동의 음악적 요소가 강하게 나오기도 한다.

## 멤버
- Pain : 보컬, 기타, 키보드
- Thorn : 리드기타
- Yternia : 베이스
- Ruin : 드럼

## 디스코그래피

### a doom (2007)
Side a
1. Overture 666  (2:49)
2. Deceivers  (5:57)
3. My Own Way  (5:24)
4. 수묵화(Indian Ink Painting)  (6:59)
5. Memorial  (5:43)
6. 어둠 (a doom) (5:28)

Side doom
1. Chilling Fields  (6:36)
2. 꽃잎(Flower Petal)  (5:59)
3. 상실, 공허(Loss, Void)  (8:03)
4. Gloomy Street  (6:37)
5. Lament  (3:29)
6. Baghdad Cafe  (6:54)

- 그룹 멤버
  - Ruin : 드럼  (실제 레코딩에 참여하진 않았다고 알려짐)
  - H.H.S.: 베이스 (앨범녹음후 탈퇴)
  - Thorn : 리드 기타
  - Pain : 키보드, 베이스, 기타, 보컬

- 작사: 모든 곡을 Pain이 하였고 한국어 트랙 4,6,8,9을 제외한 나머지 가사는 영문
- 작곡: 7번 트랙 Thorn, Pain 공동, 10번 트랙 H.H.S., Pain 공동 제작곡을 제외한 나머지 곡을 Pain이 작곡
- 프로듀싱 및 녹음: Pain
- 믹싱: 조상현 (M.O.L. 스튜디오)
- 마스터링: 채승균 (소닉 코리아)
- 스페셜 게스트:
  - 1번 트랙: Khora
  - 2번 트랙: 신우석(Vassline)
  - 11번 트랙: A. Mohammad
- 앨범 아트웍, 디자인: panavrin, Pain, Thorn

전 세계 666장 한정판에는 멤버 친필 일련번호, 스티커, 검은색 콘돔 등의 특별 한정 패키지로 구성이 되어 있다. 한국 내에서는 향뮤직과 메타복스 두 판매처에서만 이 앨범을 독점 판매한다.